# Timur Shah Durrani
Timur Shah Durrani (pastún, persa, urdu, árabe: ‌ تیمور شاہ درانی ; 1748 – 18 de mayo de 1793) fue el segundo gobernante del Imperio durrani desde el 16 de octubre de 1772 hasta su muerte en 1793. Fue el segundo hijo de Ahmad Shah Durrani.

## Primeros años

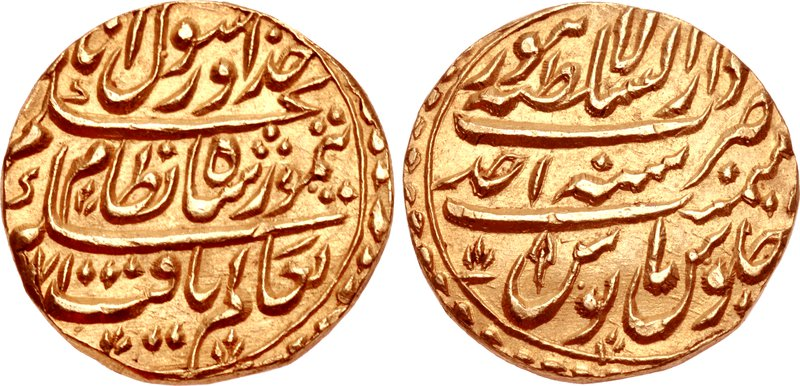
Durranis. Taimur Shah. Como Nizam del Punjab, AH 1170-1186 / AD 1757-1772. AV Mohur

Timur Shah nació en Mashhad en 1748. Tuvo una rápida carrera al poder, atento a su casamiento con la hija del Emperador Mogol Alamgir II. Como regalo de bodas recibió la ciudad de Sirhind, en la provincia de Punjab, y posteriormente su padre Ahmad Shah Durrani lo convertiría en gobernador de esa provincia y del distrito de Sirhind, en 1757, cuando solo tenía nueve años de edad. El centro de su gobierno fue en la ciudad de Lahore, bajo la regencia del Visir de esa ciudad, el general Jahan Khan, quien administró estos territorios por aproximadamente un año, desde mayo de 1757 a abril de 1758.
Adina Beg Kahn, gobernador de Jullundur Doab, junto con el líder del Imperio maratha, Raghunath Rao, expulsaron a Timur Shah y a Jahan Khan de Punjab, para así colocar su propio gobierno, encabezado por él mismo.

## Sucesión
Cuando Timur Shah sucedió a su padre en 1772, los jefes regionales lo aceptaron de mala gana, y la mayor parte de su reinado se dedicó a reafirmar su dominio sobre el Imperio durrani. Fue conocido por el uso del Fuerte Bala Hisar, en Peshawar, como capital invernal de su imperio.

En 1776 Timur Shah obligó a su tío Abdul Qadir Kahn Durrani a dejar Afganistán. Abdul Qadir Khan Durrani dejó Afganistán y envió a su esposa Bibi Zarnaab, sus hermanas Azer Khela, Khela Unaar, su hermano de Saifullah Khan Durrani, sus sobrinos Mohamed Umer Durrani, Bashir Ahmad Khan Durrani y Shams ur Rehman Durrani y sus dos hijos, Faizullah Khan Durrani y Abdullah Khan Durrani a la ciudad de Akora Khattak (actualmente Jaiber Pajtunjuá, Pakistán). Y él se fue a Damasco (Siria), donde murió en 1781.

## Cambios en el gobierno
Durante su reinado, el Imperio durrani comenzó a decaer. En un intento de alejarse de las descontentas tribus pastunes, cambió la capital de Kandahar a Kabul en 1776. Su corte fue fuertemente influenciada por la cultura persa y se convirtió en dependiente de los Qizilbash, un grupo militar, que uso como guardaespaldas para su protección personal.

## Muerte
Timur Shah murió en 1793, y fue sucedido por su 5° hijo Zaman Shah Durrani.